# Geografia de Andorra

Condizendo com a sua localização no leste da cordilheira dos Pirenéus, Andorra consiste predominantemente de montanhas escarpadas com uma altitude média de 1 996 m e a mais elevada, Coma Pedrosa, a atingir 2 946 m. As montanhas são separadas por três vales estreitos em forma de Y, que se combinam num único, por onde o principal curso de água, o rio Valira, sai do país e entra em Espanha, no ponto mais baixo de Andorra, aos 870 m de altitude.
O clima de Andorra é semelhante ao clima temperado dos vizinhos, mas a sua altitude mais elevada significa que há, em média, mais neve no inverno e que é um pouco mais frio no verão.

## Localização
Localização - Europa do sudoeste, entre a França e a Espanha
Coordenadas geográficas - 42º 30' N, 1º 30' E
Referências de mapa - Europa
país interior

## Fronteiras
Área
- total - 468 km²
- terra - 468 km²
- água - 0 km²

Fronteiras terrestres
- total - 120,3 km
- países fronteiriços
  - Espanha - 63,7 km
  - França - 56,6 km

Costa - 0 km (interior)

## Hidrografia
Reivindicações marítimas - nenhuma (interior)

## Clima
Clima - mediterrâneo

## Topografia
Terreno - montanhas escarpadas separadas por vales estreitos
Extremos de elevação
- ponto mais baixo: Riu Runer - 840 m
- ponto mais elevado: Coma Pedrosa - 2,946 m

## Meio ambiente
Perigos naturais - deslizamentos, avalanches
Ambiente - problemas actuais - desflorestamento; a sobrepastagem dos prados de montanha contribui para a erosão dos solos; poluição do ar; tratamento dos efluentes líquidos e eliminação dos resíduos sólidos
Ambiente - acordos internacionais
- é parte de - Resíduos Perigosos
- assinou mas não ratificou - nenhum dos acordos seleccionados

## Outros dados
Recursos naturais - potencial hidrológico, água mineral, madeira, minério de ferro, chumbo
Uso da terra
- terra arável - 4%
- cultivo permanente - 0%
- pastagens permanentes - 45%
- florestas - 35%
- outros - 16% (estimativas de 1998)

Terra irrigada - ND